# Voitures Pullman CIWL
Les voitures Pullman de la CIWL sont des voitures-salon construites à la fin des années 1920. 
Elles proposaient, dans un cadre raffiné, des fauteuils individuels en vis-à-vis autour d'une table pour 2 avec lampe. La prestation sera élargie à la deuxième classe (avec banquettes à la place des fauteuils).

## Description
On dénombre 4 séries de voitures Pullman et 211 unités.

### Type «Sud-Express»
Pour moderniser le Sud-Express, la CIWL reçoit en 1926 ;
- 10 voitures-salon (n° 2737 à 2748) construites par la Société Lorraine des anciens établissements de Dietrich et correspondant à 5 couplages d'une voiture de 24 places et d'une voiture de 18 places avec cuisine pour restauration à la place dans les 2 voitures.
- 3 voitures supplémentaires avec cuisine (n° 2839 à 2841) construites par Dyle & Bacalan (Royaume-Uni).

Les dernières voitures de ce type ont circulé jusqu'en 1971.

### Type «Flèche d'Or»

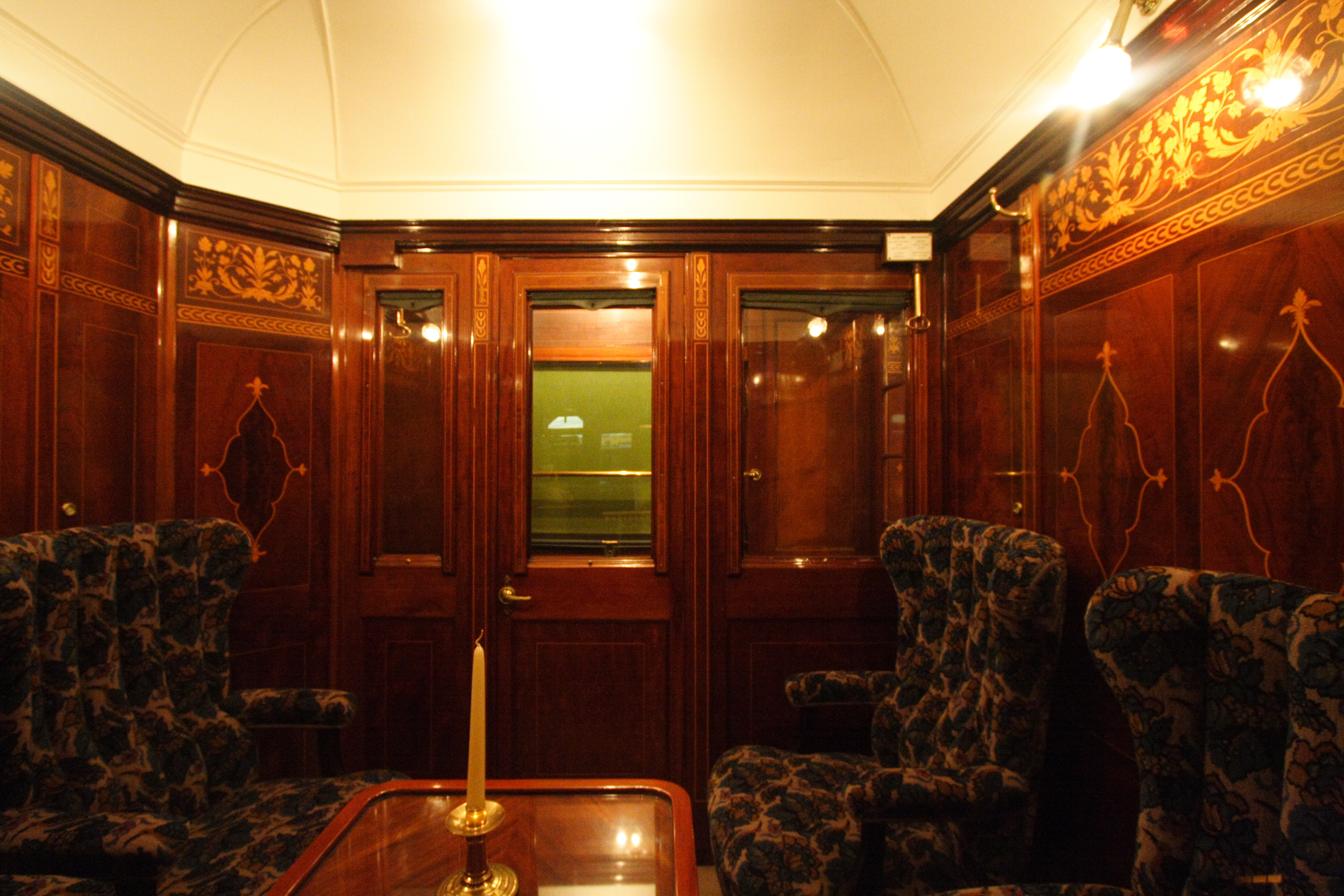
Salon de la voiture Flèche d'or 4018 de la Cité du train.

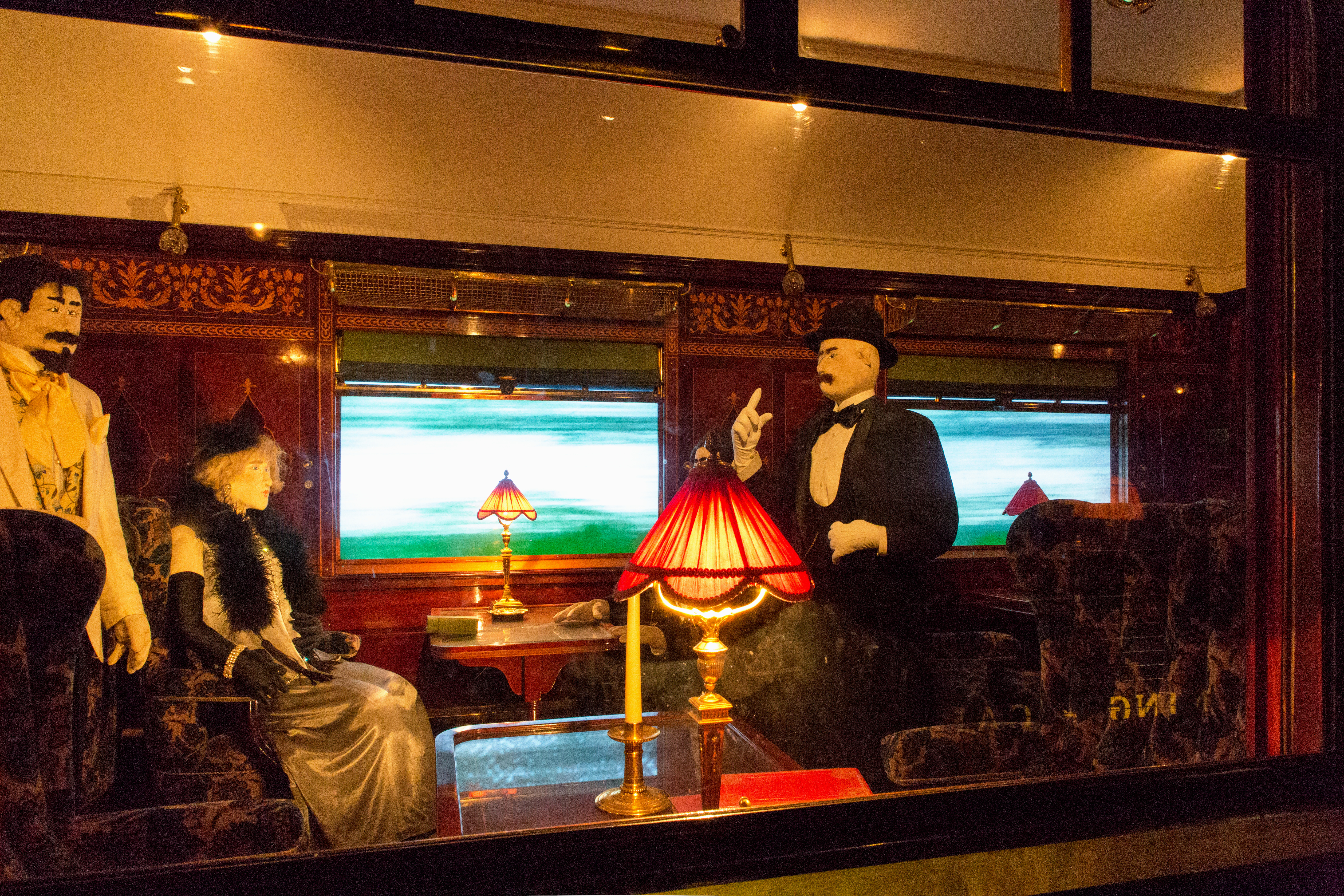
Mise en scène dans la voiture no 4018 à la Cité du train.

En 1926, pour son nouveau train Paris - Londres « la Flèche d'or », la CIWL prend livraison de :
- 1926 : 15 voitures de 24 places avec cuisine n° 4001 à 4015 construites par BRC
- 1926 : 15 voitures de 32 places (8 baies) sans cuisine n°4016-4030 construites par Metropolitan
- 1926 : 15 autres couplages (n° 4051 à 4080 avec et sans cuisine) réalisées par Metropolitan.

Les dernières voitures de ce type ont circulé jusqu'en 1969.
- 1927 : 30 voitures supplémentaires construites par CGC (n° 4031 à 4050) et BRC (n° 4081 à 4090)

### Type «Étoile du Nord»
Soucieuse d'élargir sa clientèle à la 2e classe, la CIWL fait construire en 1927 :
- 20 voitures de 38 places avec cuisine (n° 4091 à 4110)
- 20 voitures de 51 places (n° 4111 à 4130)

Elles sont utilisées sur la liaison Paris - Amsterdam « Étoile du nord » en couplage d'une voiture de 1re classe avec deux voitures offrant des places de deuxièmes classes (voitures avec banquettes).

### Type «Côte d'Azur»
Les voitures les plus luxueuses entrent en service sur la liaison Paris - Vintimille (« Côte d'Azur Pullman Express (en) ») en décembre 1929. Il s'agit de 34 voitures (n° 4131 à 4164) réalisées par EIC en deux lots :
- voitures de 20 places avec cuisine
- voitures de 28 places.

Ces voitures de première classe disposent de 7 baies élargies. Les fauteuils sont plus larges et inclinables.
Ces deux derniers modèles de voitures ont circulé respectivement jusqu'en 1963 et 1969.

## Utilisation et reconversion
Le contre-coup de la crise de 1929 met un frein à l'engouement pour les trains de luxe. En 1932 des trains comme la Flèche d'Or et le Côte d'Azur Pullman Express sont ouverts à la 2e classe. De nombreuses voitures Pullman avec cuisine sont transformées en voitures-restaurant.
Les services Pullman sont suspendus le 3 septembre 1939 et reprennent en 1946 en service simplifié (1 voiture ou 1 couplage).
Les services réguliers ont pris fin en mai 1971 avec le train Sud Express.
Les voitures Pullman restent appréciées en affrètement.

## Voitures particulières
- 1951 : les voitures 4160, 4162 et 4164 sont repeintes aux couleurs du Train bleu
- 1967 : la 4013 devient une voiture-douches pour trains de croisières affrétés
- 1975 : la 4148 devient une voiture-bar pour rames affrétées.